# بات كيلي (سياسي)
بات كيلي هو سياسي كندي، ولد في عقد 1970. نشط حزبياً في حزب المحافظين الكندي. وقد انتخب عضو مجلس العموم الكندي عن دائرة Calgary Crowfoot ‏ وقد انضم خلال فترته النيابية ‏  للكتلة البرلمانية حزب المحافظين الكندي.